# جوردان بيفوك
جوردون بيفوك (مواليد 26 أبريل 1996) هو لاعب كرة قدم أمريكي يلعب في مركز المهاجم لصالح يونيون برلين في الدوري الألماني الدرجة الأولى. وهو لاعب دولي في منتخب الولايات المتحدة لكرة القدم.